# Psallovius piceicola
Psallovius piceicola är en insektsart som först beskrevs av Knight 1923.  Psallovius piceicola ingår i släktet Psallovius och familjen ängsskinnbaggar. Inga underarter finns listade i Catalogue of Life.